# Galium duthiei
Galium duthiei är en måreväxtart som beskrevs av Reba Bhattacharjee. Galium duthiei ingår i släktet måror, och familjen måreväxter. Inga underarter finns listade i Catalogue of Life.